# Pseuderanthemum variabile
Pseuderanthemum variabile är en akantusväxtart som först beskrevs av Robert Brown, och fick sitt nu gällande namn av Ludwig Radlkofer. Pseuderanthemum variabile ingår i släktet Pseuderanthemum och familjen akantusväxter. Inga underarter finns listade i Catalogue of Life.

## Bildgalleri

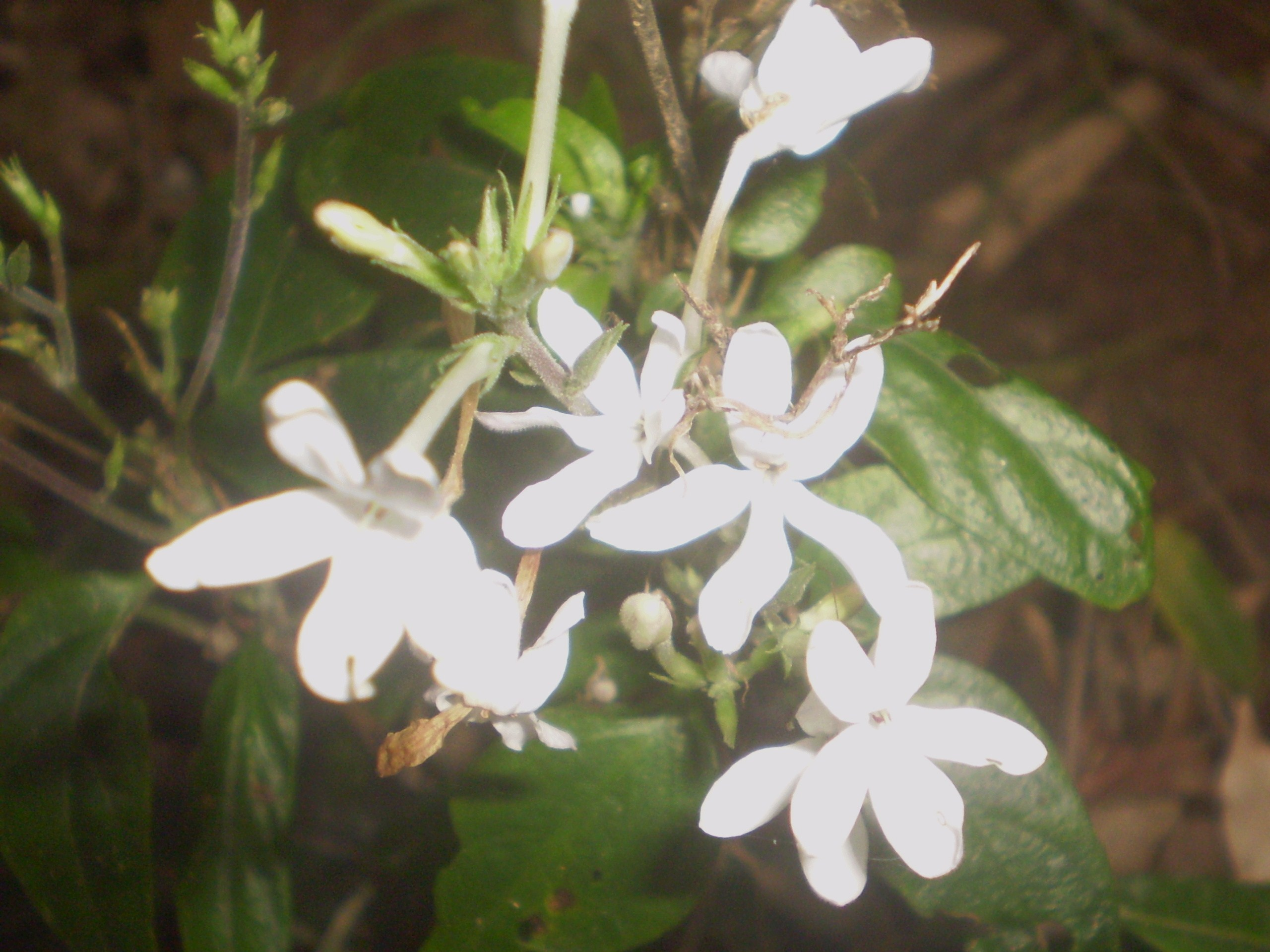